# Darko Pančev
Darko Pančev (macedoneană Дарко Панчев, n. 7 septembrie 1965, Skopje) este un jucător de fotbal macedonean, retras din activitate.

## Premii obținute
- Gheata de aur